# 甲二醇
甲二醇，又称一水甲醛，是一种有机化合物，化学式为CH2(OH)2。它是最简单的偕二醇，从形式上来说也是除甲醛外最简单的糖。
甲二醇是甲醛(H₂C=O)的水合物。在甲醛的水溶液中，甲二醇大量存在，其平衡常数达到103。 在质量分数为5%的甲醛溶液中，80%的溶质都是以甲二醇的形式存在的。
甲二醇在特定的條件下可以產生甲醛。甲二醇（乙二醇）可以發生氧化反應，產生甲醛（甲醛是乙二醇的一個氧化產物），反應式如下：
C2H6O2 -> CH2O + H2O
在這個反應中，甲二醇（C2H6O2）被氧化成甲醛（CH2O），同時釋放出水分子（H2O）。這個反應可以在特定的溫度和氧化劑（例如氧氣或過氧化氫）存在的情況下進行。
在某些情況下，甲二醇可以被氧化成甲醛，並且這個轉化過程是可逆的，也就是說甲醛也可以還原成甲二醇。
需要注意的是，這個反應需要特定的條件和催化劑，並且應該在控制的環境下進行。在正常的使用情況下，例如乙二醇作為防凍劑或其他應用中，不會自發地產生甲醛。
该化合物与天体化学也有一定联系。